# The Virgin Queen (1923)
The Virgin Queen é um filme mudo britânico de 1923, dos gêneros drama e ficção histórica, dirigido por J. Stuart Blackton.